# Astrovirus
Astrovirus là một loại vi rút được phát hiện lần đầu tiên vào năm 1975 bằng kính hiển vi điện tử sau một đợt bùng phát tiêu chảy ở người. Ngoài con người, astroviruses hiện đã được phân lập từ nhiều loài động vật có vú  (và được phân loại là chi Mammoastrovirus) và từ các loài chim như vịt, gà và gà tây (được phân loại là chi Avastrovirus). Astrovirus có đường kính 28-35 nm, vi rút icosahedral có cấu trúc bề mặt giống như năm hoặc sáu điểm đặc trưng khi được xem bằng kính hiển vi điện tử. Cùng với Picornaviridae và Caliciviridae, Astroviridae bao gồm một họ thứ ba của virus nonenveloped mà bộ gen của nó bao gồm RNA đơn cộng, mạch đơn. Astrovirus có một chuỗi không phân đoạn, đơn lẻ, dương tính không có bộ gen RNA trong một capsid icosahedral không bao bọc. Astrovirus  ở con người đã chứng minh trong nhiều nghiên cứu là nguyên nhân quan trọng của viêm dạ dày ruột ở trẻ nhỏ trên toàn thế giới.

## Dấu hiệu và triệu chứng ở người
Thành viên của một gia đình virus tương đối mới, astroviridae, astroviruses được công nhận là nguyên nhân gây viêm dạ dày ruột ở trẻ em, có hệ thống miễn dịch kém phát triển, và ở người lớn tuổi, có hệ thống miễn dịch nói chung bị tổn hại. Sự hiện diện của các hạt virus trong phân phân và trong các tế bào ruột biểu mô chỉ ra rằng virus sao chép trong đường tiêu hóa của con người. Các triệu chứng chính là tiêu chảy, sau đó là buồn nôn, nôn mửa, sốt, mệt mỏi và đau bụng. Một số nghiên cứu đã chỉ ra rằng thời gian ủ bệnh là khoảng 3-4 ngày. Nhiễm Astrovirus thường không phải là tình trạng nghiêm trọng và chỉ trong một số trường hợp hiếm hoi dẫn đến mất nước. Mức độ nghiêm trọng và biến đổi trong các triệu chứng tương quan với các khu vực với sự phát triển của ca bệnh. Đây có thể là do các yếu tố khí hậu ảnh hưởng đến vòng đời hoặc phương thức lây truyền vi rút Astrovirus. Suy dinh dưỡng và suy giảm miễn dịch có xu hướng làm trầm trọng thêm tình trạng, dẫn đến các trường hợp nặng hơn hoặc các tình trạng thứ cấp nên được chăm sóc tại bệnh viện. Nếu không, người bị nhiễm bệnh không cần nhập viện vì các triệu chứng sẽ tự giảm, sau 2 đến 4 ngày

## Dự phòng
Vắc-xin bất hoạt đang được sử dụng cho một số chủng nhất định của Chicken Astrovirus (CastV).